# Coniopteryx (Coniopteryx) quadricephala
Coniopteryx (Coniopteryx) quadricephala is een insect uit de familie van de dwerggaasvliegen (Coniopterygidae), die tot de orde netvleugeligen (Neuroptera) behoort. 
Coniopteryx (Coniopteryx) quadricephala is voor het eerst wetenschappelijk beschreven door Victor Johnson in 1981.
De soort komt voor in Utah. Het holotype werd gevangen in een canyon in Cache County.